# Louroux-de-Beaune
Louroux-de-Beaune è un comune francese di 189 abitanti situato nel dipartimento dell'Allier della regione dell'Alvernia-Rodano-Alpi.

## Società

### Evoluzione demografica
Abitanti censiti